# أوليفر هور
أوليفر هور (بالإنجليزية: Oliver Hoare)‏ هو تاجر أعمال فنية بريطاني، ولد في 18 يوليو 1945 في نورفك في المملكة المتحدة، وتوفي في 23 أغسطس 2018 في فرنسا بسبب سرطان.